# ماريان غوردون
ماريان غوردون (بالإنجليزية: Marianne Gordon)‏ هي ممثلة أمريكية، ولدت في 23 يوليو 1946 في أثينا في الولايات المتحدة.

## وصلات خارجية
- ماريان غوردون على موقع IMDb (الإنجليزية)
- ماريان غوردون على موقع ديسكوغز (الإنجليزية)
- ماريان غوردون على موقع قاعدة بيانات الفيلم (الإنجليزية)